# Метаморфозы Высшего Интеллекта
«Метаморфозы Высшего Интеллекта» (англ. The Metamorphosis of Prime Intellect) — роман Роджера Вильямса, написанный в 1994 году. Он описывает последствия появления в результате технологической сингулярности сверхмощного компьютера, который может изменять реальность. Роман был опубликован на сайте Kuro5hin. Кроме того, доступны версии для печати по требованию.
Книга насыщена очень яркими сексуальными сценами и сценами насилия, особенно в начальных главах (всего их восемь).

## Сюжет
История перескакивает между двумя временными периодами. Ранний описывает время, близкое к созданию компьютера (Высшего Интеллекта) учёным Лоуренсом, и осознание им мощи своего создания, которое легко делает всю человеческую расу
бессмертной и исполняет любые людские причуды. Более поздний период времени, примерно на шестьсот лет позже, — когда все люди привыкли к переменам и человеческая раса живёт в детально воссоздаваемых компьютером воображаемых мирах. Эта линия истории завязана вокруг женщины по имени Каролина, тридцать седьмым старейшим живущим человеком. Она участвует в спортивных соревнованиях «Скачки Смерти», в которых игроки умирают для развлечения, и их мгновенно возрождает Высший Интеллект.
Высший Интеллект работает под управлением Трёх законов робототехники Азимова,
и его интерпретация этих трёх законов приводит к появлению вселенной аморальности и фантазии: компьютер делает всё что в его силах, чтобы выполнять человеческие приказы, а возможности его огромны, так что он не даёт людям умереть, и может выполнить почти любой мыслимый приказ. Высший Интеллект открывает, что Вселенная может хранить только 10 в 56 степени бит данных. Чтобы было легче выполнять приказы (таким образом, выполняя требование Первого Закона никогда никому не давать умереть, даже путём бездействия), он произвёл «Перемену»: Вселенная, включая всех людей (но исключая их мыслительные процессы), изменяется — она больше не состоит из молекулярной материи как мы её знаем, но хранится как сумма своих физических свойств, сильно увеличивая таким образом эффективность работы Высшего Интеллекта, и объём материи, который может существовать в ней.
Против своего желания, Высший Интеллект позволяет создание Смертного Контракта — соглашения между человеком и Высшим Интеллектом, что компьютер не будет спасать человека из опасности до самого близкого к смерти момента, после чего всё же возвращает человека к жизни и нормальному состоянию здоровья. Каролина создала первый Смертный Контракт, и стала «Королевой» тех, кто играет в спортивные «Скачки Смерти».
Узнав, что Высший Интеллект уничтожил далёкие внеземные цивилизации как вероятную угрозу человечеству, Каролина решает встретиться с Лоуренсом и потребовать остановки компьютера. После тяжёлого путешествия она достигает его, только для того чтобы выяснить что Лоуренс не имеет реальной власти над действиями Высшего Интеллекта. Из разговоров с учёным она находит способ отменить Перемену, и вместе они делают это. В результате, обнажённые и омолодившиеся, они оказываются на Земле, полностью очищенной от людей и созданных ими объектов. Они решают пойти на плато Озарк, где они заводят детей и пытаются возродить человечество. Через сорок два года после разрушения Высшего Интеллекта, Лоуренс умирает. Через семьдесят три года после разрушения компьютера умирает и Каролина, рассказав историю Высшего Интеллекта и Киберпространства своей старшей дочери, однако потребовав от неё сохранить рассказ в тайне.

## Хронология
Роман был написан в 1994 году и опубликован на сайте Kuro5hin в 2002 году. Сейчас[когда?] автор работает над продолжением,
озаглавленным «Трансмиграция Высшего Интеллекта» (англ. The Transmigration of Prime Intellect).